# Tribu Ute
Els ute són una nació d'amerindis dels Estats Units de la cultura de la Gran Conca i de la família lingüística uto-asteca, grup numic meridional, el nom del qual prové de l'apatxe entaw o yuta "excavadors dels cims de les muntanyes", encara que en el seu idioma vol dir "terra del sol". Ells, però, s'anomenen nocht "homes".

## Localització
Actualment hi ha tres tribus reconegudes federalment que ocupen tres reserves índies: 
- Tribu utes del sud de la reserva índia Southern Ute a Colorado Occidental (1.500 membres)
- Tribu utes de la muntanya de la reserva índia Ute Mountain que es troba sobretot a Colorado però amb part a Utah i Nou Mèxic (uns 2.000 membres)
- Tribu utes del nord de la reserva índia Uintah i Ouray, al nord-est de l'Estat de Utah (uns 3.500 membres)

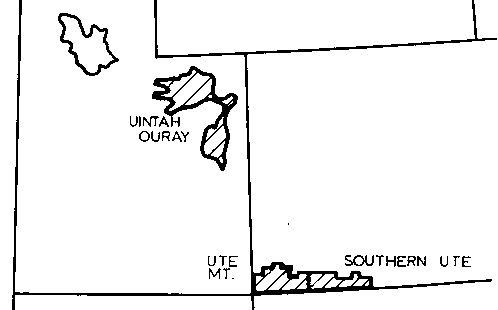
Territori ute actual

## Demografia
El 1881 eren uns 3.391, però baixaren a 2.1014 el 1909. El 1960 eren 1.550 a Utah i 958 a Colorado (un total de 2.508 indis). El 1970 uns 1.700 vivien a La Plata (Colorado) i 2.660 a Utah. Segons Asher el 1980 eren uns 5.000, dels quals 2.500 encara parlaven la llengua. El 1990 eren uns 3.130 a Uintah & Ouray (Utah) i 2.400 a les reserves de Colorado. Segons dades de la BIA el 1995, a l'Agència Uintah i Ouray hi havia 95 (105 al rol tribal) a Skull Valley, Arizona, i 3.205 (3.158 al rol tribal) a la reserva d'Uintah & Ouray (Utah). A la de Southern Ute (Colorado) hi ha 1.411 (1.305 en el rol tribal) i a la d'Ute Mountain (Colorado) hi ha 1.325 habitants. Segons el cens dels EUA del 2000, hi havia 10.385 utes als EUA.

## Llengua
Els ute parlen un dels dialectes del continu dialectal conegut com paiute del sud o numic del Colorado, una de les llengües numic de la família lingüística uto-asteca. La major part dels mountain ute encara parlen la llengua nadiua, però el seu ús és menys freqüent entre els southern ute.

## Grups històrics ute

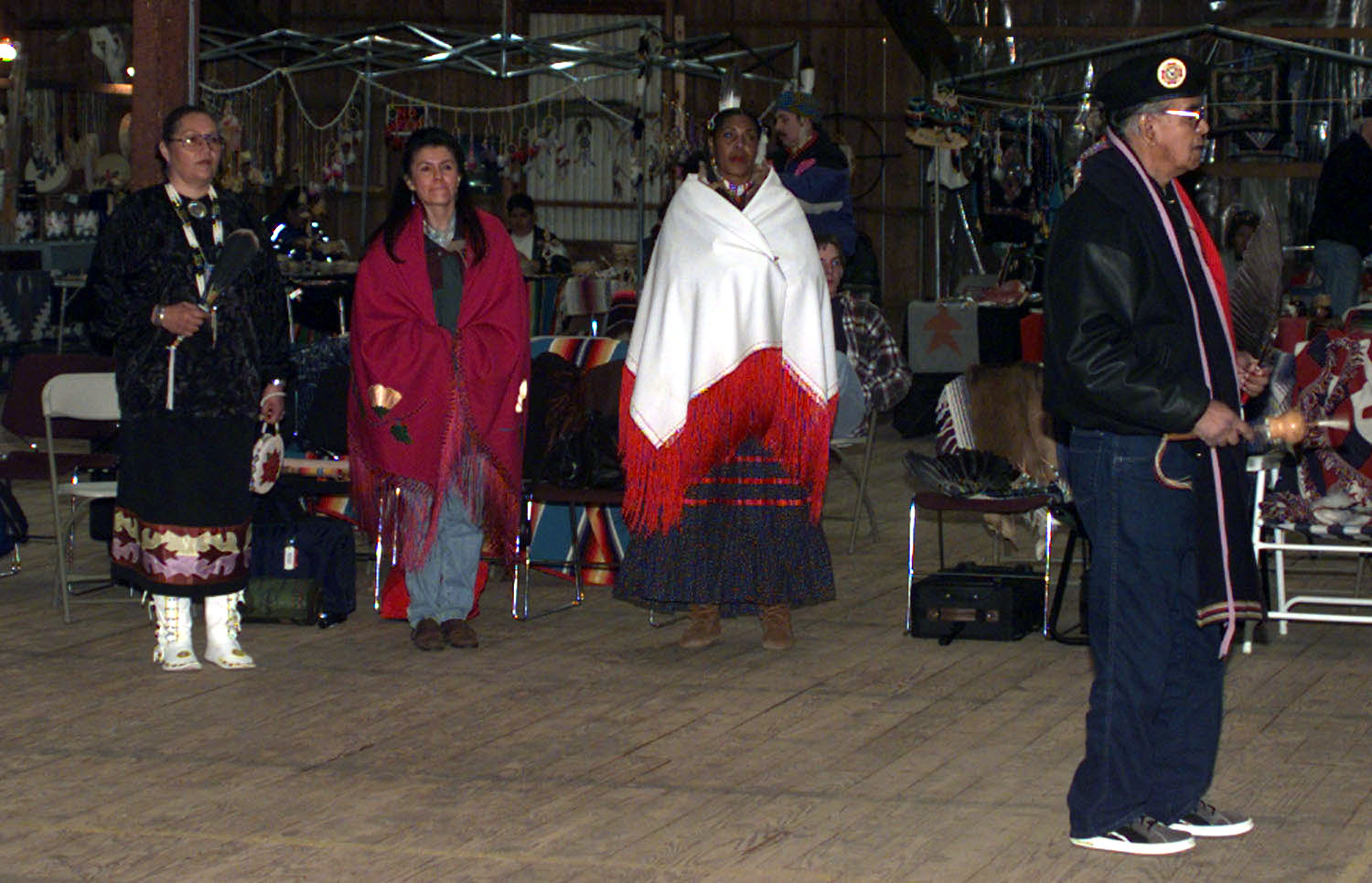
Un dansaire ute practica la Dansa de la Carabassa, originària de la tribu kiowa d'Oklahoma.

El ute es dividien en diversos grups grans i petits, que avui la majoria estan organitzats com a tribu ute septentrional, tribu ute meridional i tribu ute de la muntanya:

### Tribu ute del nord (uinta utes)
- Yapudttka (yampadttka, yamparka, yamparika, viuen a la vall del riu Yampa i regions adjacents, coneguts avui com a utes del White River o utes yamparika)
- Pahdteeahnooch (pahdteechnooch, parianuc, parianuche, més tard anomenats uncompahgre, vivien al llarg del riu Colorado a Colorado i Utah, coneguts avui com a utes del Grand River  o utes parianuche)
- Taveewach (taviwach, taviwac, tabeguache, més tard anomenats uncompahgre, vivien a les valls dels rius Gunnison i Uncompahgre, així com a l'oest de les Muntanyes Elk junt a la ciutat de Grand Junction, coneguts avui com a utes taviwach)
- Muhgruhtahveeach (inclou tots els utes del nord, que vivien a Utah, coneguts avui com a utes de Utah o unita)
  - Cumumba (també anomenats utes weber, vivien al llarg del riu Weber, barrejats amb els xoixoni occidentals,[5] coneguts avui com a utes cumumba)
  - Toompahnahwach (tumpanuwac, tumpanawach - ‘menjadors de peix’, també anomenats tumpipanogo o timanogot,[6] vivien a Wasatch Range centrats al voltant de la Muntanya Timpanogos, al llarg dels marges sud i est del llac Utah de la vall de Utah, i a Heber Valley, altiplà Uinta i Sanpete Valley, utilitzà els canyons dels rius de Spanish Fork, Diamond Fork, Hobble Creek, American Fork i riu Provo, en espanyol anomenats Lagunas, Come Pescados i coneguts avui com a Timpanog Utes)
  - Sahpeech (sanpeech, sanpits, viuen a la vall de Sanpete i a la vall del Sevier així com al llarg del riu San Pitch, coneguts com a utes de San Pitch)
  - Pahvant (vivien a l'oest de Wasatch Range a Pavant Range junt a la frontera de Nevada al llarg del riu Sevier al desert al voltant del llac Sevier i del llac Fish, s'autoanomenaven pahvant - ‘els que viuen vora l'aigua’, en la seva manera de viure s'assemblaven als seus veïns, els paiute Kaiba, i es barrejaren per matrimoni com els sahyehpeech amb els veïns goshute i paiute, coneguts com a utes pahvant, avui absorbits en la Tribu d'Indis Paiute de Utah)[7][8]
  - Yoowetum (yoovwetuh, uinta-at, més tard anomenats tavaputs, vivien a la conca Uintah, muntanyes Uinta, incloent el llac Utah Lake i el Great Salt Lake, al llarg del riu Strawberry a l'oest i l'altiplà de Tavaputs al riu Green-riu Colorado a l'est, coneguts com a utes uinta-ats)
  - Sahyehpeech (sheberetch, vivien vora de l'actual Moab i gairebé no havien tingut contacte amb els europeus fins que el 1850 els mormons penetraren al seu territori. Cap al 1870 foren delmats per la guerra i les malalties i es van unir a altres bandes utes; avui són coneguts com a utes sheberetch)
  - Moanunts (moanumts, vivien a la vall de l'alt riu Sevier al centre de Utah, a la regió d'Otter Creek al sud de Salina i a la vora del llac Fish, avui absorbits en la Tribu Índia Paiute de Utah)

### Tribu utes del sud
- Banda capote d'utes (kapota, kahpota) vivien a l'est de Great Divide al sud del riu Conejos i a l'est del Riu Grande cap a l'oest de les Muntanyes Sangre de Cristo, també vivien a la vall de San Luis, al llarg de la capçalera del Riu Grande i del riu Animas, centrats a les actuals Chama i Tierra Amarilla del comtat de Río Arriba (Nou Mèxic). Com els mahgrahch, els kahpota tenien relacions comercials amb els pueblo i s'enfrontaren als pobles de les planures meridionals a causa de la seva aliança amb la banda ollero dels apatxes jicarilla.[7]
- Banda muache d'utes (mouache, mahgruhch, mahgrahch, muwac) vivia al llarg dels contraforts orientals de les Muntanyes Rocoses (de Denver, Colorado, al nord, a Las Vegas, Nou Mèxic, al sud). Comerciaven amb els pobles pueblo del nord, especialment amb els taos, raó per la qual sovint se'ls anomenava taos-ute. Això va canviar quan adoptaren, amb els seus cavalls, la banda llanero dels apatxes jicarilla, al sud-est del Texas Panhandle.

### Tribu ute de la Muntanya
- La banda weminuche d'utes ("weeminuche", weemeenooch, wiminuc, guiguinuches) vivia a l'oest de la Gran Divisòria entre el riu Dolores de l'oest de Colorado, a les Muntanyes Abajo, a la vall del riu San Juan i els seus tributaris del nord fins a les Muntanyes San Juan incloent les meses i altiplans de l'est de Utah.

## Costums
Eren inquiets, bel·licosos i agressius. Vivien de la cacera i de recollir fruites i arrels. Llur règim polític era democràtic sota un cabdill hereditari, i amb molt poc cerimonial.
Llurs arts originàries eren senzilles, però adquirien mantes i cistells als navaho i paiute, i moltons, cavalls i vaques als mexicans i altres tribus.

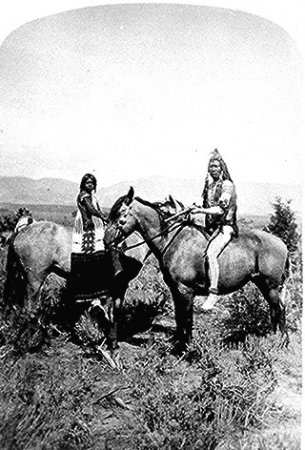
Guerrer ute a cavall, 1878

Vivien en bordes de branques o en petits tipis de pell d'ant. En les relacions familiars el marit tenia més importància que a les altres tribus de la planura. Es dividien en dos grups, els de l'est, que vivien al desert i explotaven els boscos, com els paiutes, i els de l'oest, que vivien com els indis de les planures.
Eren agricultors i caçadors nòmades. Empraven cavalls, vestien pells de cérvol i antílop, i conservaven la dansa solar i d'altres costums de les planures.

## Història
Acostumaven a viure en pau amb els xoixon, bannock i paiute, i tenien com una mena de protectorat sobre els jicarilla, però guerrejaven contra els navaho i les altres tribus de la planura.
Adquiriren cavalls cap al 1650, gràcies a l'espanyol Oñate (1597-1610), qui els va introduir a la zona. I sembla que formaren una confederació unida sota el cap Taiwi en temps històrics.
El 1700 ja eren una molèstia per als espanyols i més tard inquietud per als colons nord-americans. El 1776 foren visitats pel p. Francisco Atanasio Rodríguez i Silvestre Díaz de Escalante, franciscans de Monterrey, que buscaven la ruta de Santa Fe i Califòrnia, i els descriviren com que vivien en petites famílies, no tenien cavalls, recol·lectors i similars als paiute del sud.
De fet, els utes de l'est aconseguiren cavalls en el segle xviii, i els de l'oest els robaren als mormons des del 1850.

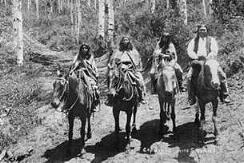
Indis ute el 1878

El 30 de desembre del 1849 signaren el primer pacte amb el govern, i 3 d'octubre del 1861 fou creada la reserva d'Uintah Valley, a la qual hi fou traslladada la banda Tabeguache el 7 d'octubre del 1863. Tot i així, els caps Wakara, Rtintic i Black Hawk s'enfrontaren als blancs i robaren cavalls i ramat entre el 1853 i el 1860. El 1840-50 els guerrers ute mataren Old Bill Williams, guia de Frémont.
El 1863 van signar el Tractat de Conejos, pel qual Ouray (1834-1880) i nou cabdills més cediren tot l'estat de Colorado als EUA a canvi de provisions per 10.000 $ anyals. El 1868 els caps Ouray, Nicaagat i vuit més, amb Kit Carson, marxaren a Washington perquè els volien internar en reserves. Els portaveus, l'uncompagre Ouray, el yampa Quinquent i el muache Colorado, aconseguiren un tracte més favorable. I el 2 de març del 1868 es creà una reserva per a capote, tabeguache, winimuche, yampa, green river, muche, uintah i altres.
Però el 13 de setembre del 1873 intentaren negociar que Ouray cedís una quarta part de la reserva; acceptà per 25.000 $ anyals a canvi de 2 milions d'hectàrees i un sou durant deu anys de 1.000 $ per a ell. El 1875 intentaren censar-los sense èxit. Durant la primavera del 1878 l'agent Nathan Meeker traslladà l'Agència i intentà "convertir" els utes amb ajut de Quinquent, però no ho aconseguiren i iniciaren una campanya de premsa el 1879 per fer que marxessin de llurs terres: els acusaren d'incendis i de diverses provocacions. El 25 de setembre del 1879 hi enviaren el major Thomas Thornburg amb 200 soldats, qui s'enfrontà a 300 utes a Milk River, on moriren 37 utes, 13 soldats (entre ells Meeker i Thornburg) i 43 ferits. Finalment, el d d'octubre Quinquent fou engarjolat per estupre, i el 1881 foren duts a una reserva a l'estat de Utah, uns 540 kilòmetres al Sud.

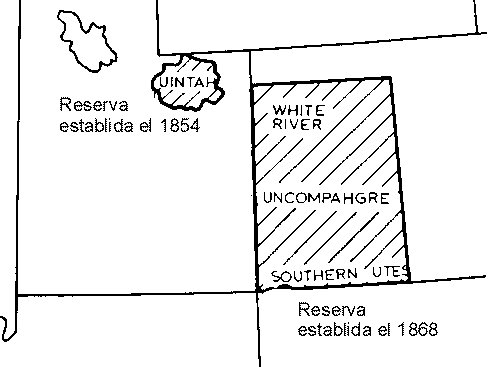
Territori ute el 1868

El 1882 fou oficialitzada la reserva Ute, però el 1888 podia tornar al domini públic. El 1897 es creà la reserva Uncompaghre, amb 12.540 acres parcelats, mentre que l'abril del 1899 uns 523.879 acres dels utes, foren oberts als indis, i els 483.750 restants foren deixats a la reserva Winimuche. L'estiu del 1906 uns 400 utes meridionals abandonaren la reserva i marxaren cap a Pine Ridge, vora el South Fork, al Platte. Però foren assetjats per la cavalleria i marxaren a Fort Mead (Dakota del Sud), on esperaren ordres del Departament Indi de Washington, qui el 1908 els obligà a tornar. El 1915 tornaren a produir-se escaramusses per l'arribada del ferrocarril. El 1923 els nord-americans enverinaren el cabdill ute Posey amb farina perquè reclamava terres arrabassades.
El 1950 van rebre 31.650.000 $ dels EUA en concepte de terres preses il·legalment. Des del 1970 lluitaren pels drets d'aigua contra el Utah Mining Co, qui el 1980 els oferí 15 cts/per tona de carbó (quan el venen a 70 $/tona).

## Utes famosos
- R. Carlos Nakai, flautista
- Ouray, líder dels uncompahgre
- Chipeta, esposa d'Ouray i delegat ute en les negociacions amb el govern federal
- Joseph Rael, (b. 1935), dansaire cerimonial i escriptor xamanista
- Raoul Trujillo, dansaire, coreògraf i actor
- Polk, cap ute-paiute
- Posey, cap ute-paiute